# Sous-région de Suupohja
La sous-région de Suupohja (finnois : Suupohjan seutukunta) est une sous-région de l'Ostrobotnie du Sud en Finlande. 
Au niveau 1 (LAU 1 ) des unités administratives locales définies par l'union européenne elle porte le numéro 141.

## Municipalités
La sous-région de Suupohja est composée des municipalités suivantes :
| Blason            | Municipalité            |
| ----------------- | ----------------------- |
| Isojoen vaakuna   | Isojoki (municipalité)  |
| Karijoen vaakuna  | Karijoki (municipalité) |
| Kauhajoen vaakuna | Kauhajoki (ville)       |
| Teuvan vaakuna    | Teuva (municipalité)    |

## Population
Depuis 1980, l'évolution démographique de la sous-région de Suupohja, au périmètre du 1er janvier 2017, est la suivante:
| Année      | 1980   | 1985   | 1990   | 1995   | 2000   | 2005   | 2010   |
| ---------- | ------ | ------ | ------ | ------ | ------ | ------ | ------ |
| population | 27 764 | 28 258 | 27 869 | 27 285 | 25 905 | 24 910 | 24 113 |

## Politique
Les résultats de l'élection présidentielle finlandaise de 2018:
- Sauli Niinistö   61.6%
- Matti Vanhanen   11.2%
- Paavo Väyrynen   10.6%
- Laura Huhtasaari   8.9%
- Pekka Haavisto   3.1%
- Tuula Haatainen   2.1%
- Merja Kyllönen   2.1%
- Nils Torvalds   0.3%